# Lemurorchis madagascariensis
Lemurorchis madagascariensis Kraenzl., 1893 è una pianta della famiglia delle Orchidacee, endemica del Madagascar. È l'unica specie conosciuta del genere Lemurorchis.

## Descrizione
È un'orchidea epifita con fusto molto corto e foglie ligulate con una disposizione a ventaglio, lunghe sino a 45 cm.
L'infiorescenza, cilindrica e molto densa, origina dall'ascella foliare, ed è retta da un peduncolo arcuato, lungo sino a 30 cm; comprende sino a un centinaio di fiori piccoli e di colore dal bianco al giallo, con labello trilobato e uno sperone lungo sino a 8 cm.
Fiorisce da febbraio a marzo.

## Distribuzione e habitat
La specie popola le foreste montane del Madagascar centrale, ad altitudini intorno ai 2000 m